# Maranata (EP)
Maranata é o segundo álbum do cantor brasileiro Theo Rubia, lançado no dia 2 de março de 2019 pela gravadora Brasas Music.

## Faixas
| N.º            | Título            | Compositor(es) | Duração |  |
| 1.             | "Pode Morar Aqui" | Theo Rubia     | 09:26   |  |
| 2.             | "Chave"           | Theo Rubia     | 08:29   |  |
| 3.             | "Livre Acesso"    | Theo Rubia     | 07:29   |  |
| 4.             | "Eu Sou a Canção" | Theo Rubia     | 06:58   |  |
| Duração total: | Duração total:    | Duração total: | 33:02   |  |

## Desempenho Comercial
O EP tem somado quase 100 milhões no Spotify e mais de 105 milhões de visualizações no YouTube.

### Certificações
| Ano  | Obra            | Certificação | Tipo de Produto |
| ---- | --------------- | ------------ | --------------- |
| 2024 | Pode Morar Aqui | Diamante     | Single          |